# Taf Fechan
Il Taf Fechan è un fiume nelle Brecon Beacons nel Galles del sud.

## Percorso
Nasce appena sotto Pen-y-Fan e si unisce con il Taf Fawr a creare il fiume Taff a Cefn-coed-y-cymmer. Il fiume alimenta inoltre la Pontsticill Reservoir.

## Ambiente
Le sue acque sono frequentate da una grossa popolazione di trota fario, gran parte della quale fu uccisa nel 2006 quando una grossa quantità di solfato di alluminio venne riversata nel fiume. Il colore dell'acqua mutò in bianco per almeno 5 km verso valle e uccise approssimativamente 23.000 pesci, incluse trote fario, scazzoni ed esocidae, oltre ad un'innumerevole quantità di invertebrati.
Secondo l'Environment Agency Wales, il fiume dovrebbe impiegare fra i 6 e i 12 anni per riprendersi, sebbene già nel 2009 si contasse una buona ripresa della popolazione di trote. Il fiume è molto apprezzato per la pratica della pesca con la mosca e i diritti di pesca sono posseduti dalla Merthyr Tydfil Angling Association.